# 우술성
우술성(雨述城)은 대전광역시 대덕구에 있는 백제의 산성이다. 1989년 3월 18일 대전광역시의 기념물 제9호로 지정되었다.

## 개요
우술성은 대전광역시 대덕구 읍내동 갑천변의 해발 145m 정도의 낮은 산능선에 테를 두른 모양으로 돌과 흙을 섞어 쌓은 성이다. 연축동 산성이라고도 불린다.
산성의 평면은 거의 삼각형을 이루고 있으며, 둘레는 580m이다. 서북쪽 벽에는 석재가 일부 노출되어 있고, 흙으로 쌓은 동쪽 바깥벽은 높이 2.2m 정도가 남아있으며, 흙과 돌을 섞어쌓은 남벽의 높이는 3.4m이다.
너비 3.6m의 남문터에는 배수구가 설치된 것으로 보이며, 성안에 우물이 없는 것으로 보아 남문터 바깥쪽으로 70m 떨어진 곳의 바위틈에서 솟아나고 있는 샘물을 식수로 이용한 것으로 여겨진다.
이 성은 성 주위에 여러 산성들이 있고, 특히 동남쪽 700m되는 곳에 조선시대의 회덕현과 관아터가 남아있다.

## 현지 안내문
해발 145m의 산 정상부에 테를 두르듯 흙과 돌을 쌓아 만든 백제시대 성으로 연축동 산성이라고도 한다. 삼각형에 가까운 평면에 성둘레는 580m이다. 또한 서벽(西壁)과 북벽(北壁)에는 돌로 쌓은 성이 일부 남아 있고, 동벽은 약 2.2m로 흙을 쌓아 만든 토루(土壘)의 모습이다. 또한 남벽은 돌과 흙을 섞어 만든 형태이다. 성내 시설로는 남문터와 남문터에서 서쪽으로 10m쯤 떨어진곳에 수구 (水口)터가 있다. 남문터 밖 70m 정도의 거리에 암반으로 이루어진 우물이 있다. 이 산성의 남쪽에는 회덕 당산(堂山), 서쪽에는 갑천(甲川), 동쪽에는 계족산성(鷄足山城), 동남쪽에는 옛날 회덕읍내(懷德邑內)가 위치하고 있어, 이곳을 백제시대 우술군(雨述郡 - 지금의 회덕)의 행정 중심지로 추정하기도 한다.

## 참고 자료
- 우술성 - 국가유산청 국가유산포털